# فرایند مارکوف
به زبان ساده، فرایند مارکوف یعنی محل بعدی یک متغیر تصادفی بدون حافظه را فقط با دانستن محل فعلی آن می‌توان براورد.

## قضیه
ریاضیدان روسی به نام آندری مارکوف اندیشید که قدم بعدی یک مجنون در یک محوطه باز، فقط به قدم فعلی او وابسته است. سپس فرایند مارکوف را تعریف و کمی سازی کرد.

## فرایند مارکف
دنباله‌ای از متغیرهای تصادفی را در نظر گرفته و فرض کنید مجموعه مقادیر ممکن که این متغیرها انتخاب می‌کنند برابر با {\displaystyle \ {0,1,...}} باشد. اگر {\displaystyle \ x_{n}} را به عنوان حالتی از یک سیستم در لحظه {\displaystyle \ n} در نظر گرفته و چنین تفسیر کنیم که سیستم در لحظه {\displaystyle \ n} در حالت {\displaystyle \ i} است هرگاه {\displaystyle \ x_{n}=i} باشد آنگاه دنباله متغیرهای تصادفی اصطلاحاً تشکیل یک زنجیر مارکف می‌دهد. اگر هروقت سیستم در حالت {\displaystyle \ i} است با احتمال ثابتی که ان را {\displaystyle \ p_{ij}} می‌نامیم به حالت {\displaystyle \ j} تغییر حالت دهد. برای همه مقادیر {\displaystyle \ i_{0},i_{1},...} داریم :
{\displaystyle Pr\{X_{n+1}=j\mid \ X_{n}=i,X_{n-1}=i_{n-1},...,X_{0}=i_{0}\}}
اگر این احتمال‌ها را درون یک ماتریس قرار دهیم ماتریسی به شکل زیر بدست میآد که به آن ماتریس احتمال انتقال transition probability matrix یا ماتریس مارکف گویند.
{\displaystyle P=[p_{ij}]}اگر به سطر i+۱ ام نگاه کنید توزیع احتمال X_{n+۱}  را به شرط آنکه X_n =i باشد به شما نشان می‌دهد.

## مثال
۱ - مجموع متغیرهای تصادفی و مستقل همتوزیع (قدم زدن تصادفی کلی):
فر ض کنید {\displaystyle i\geq 0,X_{i}} مستقل و همتوزیع باشد
{\displaystyle Pr\{X_{i}=j\}=a_{j},j=0,1,...,\pm 1}
باشند اگر فرض کنید
{\displaystyle S_{n}=\sum _{i=1}^{n}X_{i},S_{0}=0}
آنگاه {\displaystyle \{S_{n},n\geq 0\}} یک فرایند مارکف است که برای آن {\displaystyle P_{ij}=a_{j-i}} قدم تصادفی کلی گوییم
این نوع قدم زدن در مسایل بسیاری کار برد دارند برای مثال در مدل بندی بردهای قمارباز یا در قیمت‌های متوالی شرکت معینی که در بازار سهام فهرست شده‌اند. هم چنین در تحلیل سیستم‌های صف بندی ورشکستگی کاربرد دارند.
۲-قدم زدن تصادفی ساده: قدم زدن
{\displaystyle {S_{n},n\geq 0}}که در آن
```

  

    

      

        

          
S

          

            
n

          

        

        
=

        

          
∑

          

            
i

            
=

            
1

          

          

            
n

          

        

        

          
X

          

            
i

          

        

      

    

    
{\displaystyle S_{n}=\sum _{i=1}^{n}X_{i}}

  

```

را قدم زدن تصادفی ساده گوییم اگر Pیی موجود باشد به قسمی که
```
                           

  

    

      

        
P

        
r

        
(

        

          
X

          

            
i

          

        

        
=

        
1

        
)

        
=

        
p

        
,

        
P

        
r

        
(

        

          
X

          

            
i

          

        

        
=

        
−

        
1

        
)

        
=

        
1

        
−

        
p

        
,

        
0

        
<

        
p

        
<

        
1

      

    

    
{\displaystyle Pr(X_{i}=1)=p,Pr(X_{i}=-1)=1-p,0<p<1}

  

```

بنابراین در فرایند قدم زدن تصادفی همیشه۱ پله با احتمال{\displaystyle P} به بالا می‌رود و با احتمال {\displaystyle 1-P} به پایین می‌آید.
قضیه: اگر {\displaystyle X_{n}} زنجیر مارکف گسسته زمان باشد به‌علاوه اگر P ماتریس احتمال انتقال ۱ مرحله‌ای باشد نشان می‌دهیم که {\displaystyle P^{n}} ماتریس احتمال انتقال n مرحله‌ای خواهد بود.
اثبات: اثبات به روش استقراست ابتدا برای n=۲ ثابت می‌کنیم
{\displaystyle {\begin{alignedat}{3}P_{ij}^{(2)}&=Pr\{X_{k+2}\mid \ X_{k}=i\}={\frac {Pr\{X_{k+2},X_{k}=i\}}{Pr\{X_{k}=i\}}}\\&={\frac {\sum _{l=1}^{\infty }Pr\{X_{k+2}=j,X_{k+1}=l,X_{k}=i\}}{Pr\{X_{k}=i\}}}\\&=\sum _{l=1}^{\infty }{\frac {Pr\{X_{k+2}=j,X_{k+1}=l,X_{k}=i\}}{Pr\{X_{k+1}=l,X_{k}=i\}}}\times {\frac {Pr\{X_{k+1}=l,X_{k}=i\}}{Pr\{X_{k}=i\}}}\\\end{alignedat}}}
با توجه به خاصیت مارکف هر مرحله فقط به یکی قبل از خود بستگی دارد
{\displaystyle =\sum _{l=1}^{\infty }{Pr\{X_{k+2}=j\mid \ X_{k+1}=l\}}\times {Pr\{X_{k+1}=l\mid \ X_{k}=i\}}=\sum _{l=1}^{\infty }P_{il}P_{lj}=P_{ij}^{(2)}}
حال اگر فرض کنیم که این رابطه برای n=k درست باشد آن را برای k+۱ ثابت می‌کنیم.
{\displaystyle {\begin{alignedat}{7}&P^{n+1}=(P_{ij}^{(n+1)})\\&P_{ij}^{(n+1)}=Pr\{X_{n+k+1}\mid \ X_{k}=i\}\\&={\frac {Pr\{X_{n+k+1},X_{k}=i\}}{Pr\{X_{k}=i\}}}\\&={\frac {\sum _{l=1}^{\infty }Pr\{X_{n+k+1}=j,X_{k+n}=l,X_{k}=i\}}{Pr\{X_{k}=i\}}}\\&=\sum _{l=1}^{\infty }{\frac {Pr\{X_{n+k+1}=j,X_{k+n}=l,X_{k}=i\}}{Pr\{X_{k+n}=l,X_{k}=i\}}}\times {\frac {Pr\{X_{k+n}=l,X_{k}=i\}}{Pr\{X_{k}=i\}}}\\&=\sum _{l=1}^{\infty }{Pr\{X_{k+n+1}=j\mid \ X_{k+n}=l\}}\times {Pr\{X_{k+n}=l\mid \ X_{k}=i\}}\\&=\sum _{l=1}^{\infty }P_{il}^{(n)}P_{lj}=P^{(n)}P=P^{n}P=P^{n+1}\end{alignedat}}}

## برابری چپمن – کولموگروف
اگر احتمال تغییر وضعیت n مرحله‌ای را برابر {\displaystyle P_{ij}^{(n)}} بگیریم داریم:
{\displaystyle P^{(m)}P^{(n)}=P^{(n+m)}}
اثبات: با توجه به قضیه بالا داریم:
{\displaystyle P^{(m)}P^{(n)}=P^{m}P^{n}=P^{m+n}=P^{(m+n)}}

## ۱- وضعیت‌های در دسترس (Accessible State)
وضعیت j در دسترس وضعیت i نامیم و با
{\displaystyle i\longrightarrow j}
نشان می‌دهیم اگر و تنها اگر
{\displaystyle \exists n\in {0,1,...}s.tP_{ij}^{n}\geq 0}

اگر
{\displaystyle \forall n\in {0,1,2,...}P_{ij}^{n}=0}
j در دسترس i است.

## ۲- وضعیت‌های مرتبط(Communicate State)
وضعیت iوj را مرتبط می‌نامیم اگر و تنها اگر j در دسترس iو iدر دسترس j باشد
مرتبط بودن را با نماد{\displaystyle \leftrightarrow } مشخص می‌کنیم

## قضیه
مرتبط بودن یک رابطه هم‌ارزی است.
اثبات: {\displaystyle i\in S} بدیهی است {\displaystyle i\leftrightarrow i} چون{\displaystyle P_{ii}^{0}=1>0}
مرتبط بودن دارای خاصیت بازتابی است.
{\displaystyle i\leftrightarrow j\equiv \exists n\in \{0,1,...\}P_{ij}^{n}>0\exists m\in \{0,1,...\}P_{ij}^{m}>0\equiv j\leftrightarrow i}
مرتبط بودن دارای خاصیت تقارنی است.
{\displaystyle i\leftrightarrow j,j\leftrightarrow k}
{\displaystyle \exists n\in \{0,1,..\}P_{ij}^{n}>0\exists n_{1}\in \{0,1,...\}P_{jk}^{n_{1}}>0}
{\displaystyle \exists m\in \{0,1,...\}P_{ji}^{m}>0\exists n_{2}\in \{0,1,..\}P_{kj}^{n_{2}}>0}
می‌دانیم
{\displaystyle P_{ik}^{n+n_{1}}=\sum _{l=1}^{\infty }P_{il}^{n}P_{lk}^{n_{1}}\geq P_{ij}^{n}P_{jk}^{n_{1}}>0}
{\displaystyle P_{ki}^{m+n_{2}}=\sum _{l=1}^{\infty }P_{kl}^{m}P_{li}^{n_{2}}\geq P_{kj}^{m}P_{ji}^{n_{2}}>0}
{\displaystyle i\leftrightarrow k}
بنا بر این مرتبط بودن یک کلاس هم‌ارزی است.